# Dyer (Arkansas)
Dyer est une municipalité du comté de Crawford, dans l'État de l'Arkansas aux États-Unis.

## Démographie
| 1900 | 1910 | 1920 | 1930 | 1940 | 1950 |
| ---- | ---- | ---- | ---- | ---- | ---- |
| 343  | 433  | 609  | 425  | 513  | 398  |

| 1960 | 1970 | 1980 | 1990 | 2000 | 2010 |
| ---- | ---- | ---- | ---- | ---- | ---- |
| 450  | 486  | 608  | 502  | 585  | 876  |